# Блинова, Екатерина Никитична
Екатери́на Ники́тична Блино́ва (24 ноября [7 декабря] 1906, станица Каменская, Область Войска Донского — 15 декабря 1981, Москва) — советский учёный-геофизик, член-корреспондент АН СССР. Предложила численный метод долгосрочного прогноза погоды путём интеграции атмосферных уравнений.

## Биография
Екатерина Никитична Блинова родилась 24 ноября (7 декабря) 1906 в станице Каменская (ныне город Каменск-Шахтинский), в Донецком округе, в Области Войска Донского.
В 1928 году окончила Северо-Кавказский университет в Ростове-на-Дону (ныне Ростовский государственный университет).
С 1935 по 1943 год работала в Главной геофизической обсерватории. С 1943 по 1958 год — в Центральном институте прогнозов в Москве. С 1958 по 1961 год — в Институте прикладной геофизики. В 1961 году была принята на должность заведующей отделом в Вычислительном метеорологическом центре, где проработала до самой своей смерти.
Вышла замуж за Илью Афанасьевича Кибеля, математика, гидромеханика и метеоролога, члена-корреспондента АН СССР. С 1953 года она, как и муж, являлась членом-корреспондентом АН СССР. Имела награды, среди которых был и орден «Знак Почёта». Премия имени А. А. Фридмана (1978).
Екатерина Никитична Блинова умерла 15 декабря 1981 года. Она была похоронена на Новодевичьем кладбище в Москве.

### Научная деятельность
Продолжая работы Николая Евграфовича Кочина, в 1936 году детально исследовала условия устойчивости атмосферного фронта. С 1938 года изучала общую циркуляцию атмосферы. Разработала полную теорию лучистого равновесия в атмосфере. Ей удалось количественно объяснить существование центров действия атмосферы. Для этого она подробно изучила волновые возмущения, возникавшие в общем восточно-западном потоке атмосферы. Тот же метод волн она использовала для количественного анализа макропроцессов атмосферы, например, зарождения и развития циклонов и антициклонов.
Её «Гидродинамическая теория волн давления, температурных волн и центров действия атмосферы», вышедшая в 1943 года, положила начало гидродинамическому долгосрочному прогнозу погоды. Екатерина Никитична Блинова показала способы долгосрочного прогноза погоды при помощи интегрирования уравнения вихря, предложенного Александром Александровичем Фридманом и широко применяемого в настоящее время для числового прогноза погоды с помощью электронных счётных машин и для решения других задач динамики атмосферы.